# Manuel Rodrigues (football, 1905)
Pour les articles homonymes, voir Manuel Rodrigues.
Manuel Rodrigues est un footballeur portugais né le 16 mars 1905 et mort à une date inconnue. Il évoluait au poste d'attaquant.

## Biographie

### En club
Manuel Rodrigues est joueur du Carcavelinhos FC dans les années 1920.
Les clubs portugais disputent  à l'époque leur championnat régional ainsi qu'un Championnat du Portugal dont le format ressemble à l'actuelle Coupe du Portugal. Manuel Rodrigues remporte le Championnat national en 1928.

### En équipe nationale
International portugais, il reçoit une unique sélection en amical en équipe du Portugal lors d'un match contre l'Espagne (défaite 0-2 à Lisbonne) le 17 mai 1925.

## Palmarès
Carcavelinhos FC
- Campeonato de Portugal (1) :
- Vainqueur : 1927-28.